# Баум, Синтия
Синтия Гейл Баум (англ. Cynthia Gail Baum) — американский клинический психолог и академический администратор, проректор и вице-президент по академическим вопросам в Университете Томаса Эдисона. Она была президентом Университета Уолдена и ректором Университета Аргоси.

## Образование
Баум получила степень бакалавра наук по психологии в Университете Денисона. Имеет степень магистра наук и доктора философии по клинической психологии Университета Джорджии. Её диссертация 1982 года называлась «Психологические и социальные факторы, связанные с подростковым ожирением».

## Карьера
Баум — клинический психолог. Она была штатным преподавателем Вирджинского политехнического университета и Католического университета Америки. Баум — бывший помощник исполнительного директора по образованию Американской психологической ассоциации. Баум занимала должность исполнительного вице-президента Университета Уолдена. В 2012 году она была назначена 9-м президентом, заменив Джонатана А. Каплана. В 2015 году Баум стала ректором Университета Аргоси. Она является проректором и вице-президентом по академическим вопросам в Университете Томаса Эдисона.